# Lev Milčinski
Lev Milčinski, slovenski psihiater in predavatelj, * 23. junij 1916, Ljubljana, † 14. marec 2001, Ljubljana.
Milčinski, sin pisatelja Frana Milčinskega, je deloval kot predstojnik psihiatričnega dispanzerja na Psihiatrični kliniki v Ljubljani (1954–81) in kot redni profesor (od 1972) za psihiatrijo na Medicinski fakulteti v Ljubljani. Leta 1989 je bil imenovan za zaslužnega profesorja Univerze v Ljubljani. 
Bil je tudi član Slovenske akademije znanosti in umetnosti (dopisni 1979, redni od 1983).
V psihiatriji je uveljavil psihodinamski koncept. Preučeval je epidemiologijo duševnih bolezni v Sloveniji, zlorabo psihotropnih sredstev in problematiko samomorilnosti (zasnoval je register samomorov in samomorilnih poskusov v Sloveniji). Posvečal se je tudi etiki v psihiatriji in psihiatrični terminologiji. Dobil je Kidričevo nagrado (1978) in srebrni častni znak svobode RS (1995). Njegova brata sta bila predsednik SAZU Janez Milčinski in Frane Milčinski - Ježek.
 »V raku sem rojen, z rakom odhajam, odslužil sem šiht.«
(Lev Milčinski, predsmrtni haiku, 1996.)